# Ophioscion simulus
Ophioscion simulus és una espècie de peix de la família dels esciènids i de l'ordre dels perciformes.

## Morfologia
- Els mascles poden assolir 30 cm de longitud total.[4][5]

## Alimentació
Menja principalment gambes i d'altres invertebrats bentònics.

## Hàbitat
És un peix marí, de clima tropical i demersal.

## Distribució geogràfica
Es troba a l'oceà Pacífic oriental: Panamà.

## Observacions
És inofensiu per als humans.